# Clappia suaedifolia
Clappia suaedifolia A.Gray, 1859 è una pianta spermatofita dicotiledone della famiglia delle Asteracee. È l'unica specie del genere Clappia e della sottotribù Clappiinae.

## Etimologia
Il nome generico (Clappia) è stato dato in onore di Asael Clapp, dottore e botanico a New Albany (Indiana, USA), mentre quello specifico (suaedifolia) si riferisce alle specie del genere botanico Suaeda, le cui foglie sono simili a quelle di Clappia suaedifolia.

I nomi scientifici sia della specie che del genere sono stati proposti dal botanico americano Asa Gray  (1810 - 1888) nella pubblicazione "Torr. Bot. Mex. Bound. 93." del 1859. Il nome scientifico della sottotribù (Clappiinae) è stato proposto dal botanico contemporaneo Harold Ernest Robinson (1932-) nella pubblicazione "Phytologia; Designed to Expedite Botanical Publication. New York - 41(1): 39 (1978)" del 1978.

## Descrizione
La specie di questa voce ha un habitus compatto erbaceo perenne o appena arbustivo; sono alte al massimo 30 cm.
Le foglie lungo il caule sono disposte in modo alternato (sono opposte alla base) e sono sessili. La lama fogliare è lineare (può essere lobata alla base) a forma affusolata e a consistenza succulenta, è inoltre mucronata ma non aromatica. I margini sono interi (raramente la lamina può essere trilobata). La superficie è glabra. Lunghezza delle foglie: 2 – 4 cm.
Le infiorescenze sono composte da capolini più alti del fogliame, di tipo radiato, solitari e posizionati distalmente su lunghi peduncoli fistolosi.  I capolini sono formati da un involucro emisferico composto da diverse squame (o brattee) al cui interno un ricettacolo fa da base ai fiori di due tipi: quelli esterni del raggio e quelli più interni del disco. Le squame, da 12 a 16, subuguali, a forma da ovata o obovata a lanceolata o lineare, sono disposte su 3 - 4 serie; la superficie è striata con tre nervi resinosi. Il ricettacolo ha una forma convessa ed è privo di pagliette. Lunghezza del peduncolo: 3 – 8 cm. Diametro dell'involucro: 6 – 8 mm.
Formula fiorale: per queste piante viene indicata la seguente formula fiorale:
* K 0/5, C (5), A (5), G (2), infero, achenio
I fiori sono tetraciclici (a cinque verticilli: calice – corolla – androceo – gineceo) e pentameri (ogni verticillo ha 5 elementi). I fiori del raggio, da 10 a 15, del tipo ligulato, sono femminili e fertili con corolle gialle. I fiori del disco, da 30 a 100, del tipo tubuloso a 5 lobi a forma deltata, sono ermafroditi e fertili con corolle gialle e leggermente zigomorfe, con lobi acuminati, bordi spessi, un poco sclerificati e con due canali resiniferi lungo i bordi; il tubo è più o meno lungo come la gola; la gola è stretta con una forma simile ad un imbuto. Dimensione delle corolle dei fiori del raggio: larghezza 1 – 2 mm; lunghezza 8 – 12 mm. Il calice è ridotto ad una coroncina di squame.
L'androceo è formato da 5 stami con filamenti liberi e antere saldate in un manicotto circondante lo stilo. Le appendici delle antere hanno una forma deltata e sono glabre.
Il gineceo ha un ovario uniloculare infero formato da due carpelli.. Lo stilo è unico e con due stigmi fusiformi nella parte apicale. Le superfici stigmatiche sono ampie e parallele. Le appendici degli stigmi sono papillose, ma non vascolarizzate.
I frutti sono degli acheni con pappo. Gli acheni hanno una forma cilindrica (da colonnare a clavata) con 10 coste leggermente stipitate e con superficie glabra. Il pappo è persistente ed è formato da 12 - 25 scaglie subulate disposte su una sola serie. Dimensione dell'achenio: 3 – 4 mm. Lunghezza del pappo: 3 – 5 mm.
Questa specie fiorisce per quasi tutto l'anno (in preferenza in primavera e in autunno).

## Biologia
- Impollinazione: l'impollinazione avviene tramite insetti (impollinazione entomogama).
- Riproduzione: la fecondazione avviene fondamentalmente tramite l'impollinazione dei fiori (vedi sopra).
- Dispersione: i semi cadendo a terra sono successivamente dispersi soprattutto da insetti tipo formiche (disseminazione mirmecoria).

## Distribuzione e habitat
La specie di questa voce si trova negli USA (zone del sud-ovest) e nel Messico (zone del nord-est). L'habitat preferito sono i siti tipo saline anche al livello del mare.

## Tassonomia
La famiglia di appartenenza di Clappia suaedifolia (Asteraceae o Compositae, nomen conservandum) è la più numerosa del mondo vegetale e comprende oltre 23000 specie distribuite su 1535 generi (22750 specie e 1530 generi secondo altre fonti). La sottofamiglia (Asteroideae) è una delle 12 sottofamiglie nella quale è stata suddivisa la famiglia Asteraceae, mentre Tageteae è una delle 21 tribù della sottofamiglia. La tribù Tageteae a sua volta è suddivisa in 6 sottotribù (Clappiinae è una di queste).

### Filogenesi

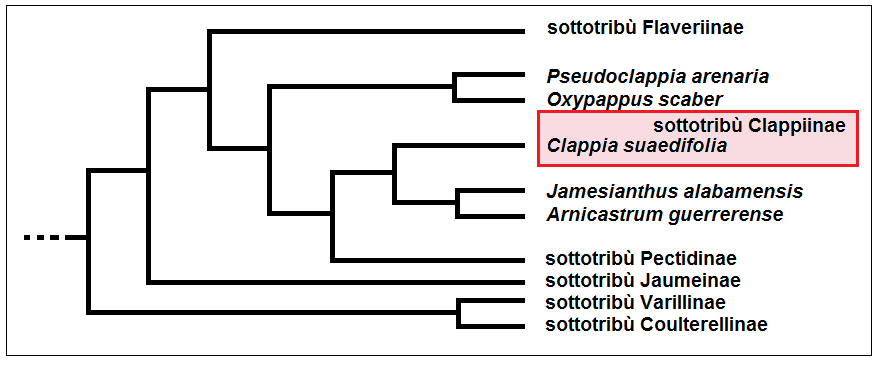
Cladogramma della sottotribù

Tradizionalmente la sottotribù Clappiinae viene inclusa nella tribù Heliantheae contenente oltre al genere di questa voce anche il genere Pseudoclappia.Rydb.. Recenti studi di tipo filogenetico tuttavia non hanno confermato questa posizione. Attualmente (2015) la sottotribù Clappiinae occupa una posizione centrale della tribù Tageteae insieme ad altri quattro generi (Pseudoclappia, Oxypappus, Jamesianthus e Arnicastrum) in posizione più o meno “gruppo fratello” della sottotribù Pectidinae ("core" delle Tageteae) ma per il momento tenuti in posizione incertae sedis in attesa di studi più approfonditi. Il cladogramma a lato tratto dalla pubblicazione citata e semplificato, mostra la posizione della sottotribù Clappiinae (ossia della sua unica specie) nell'ambito della tribù Tageteae.

Il numero cromosomico della specie è: 2n = 32.